# Maxwell (Musiker)

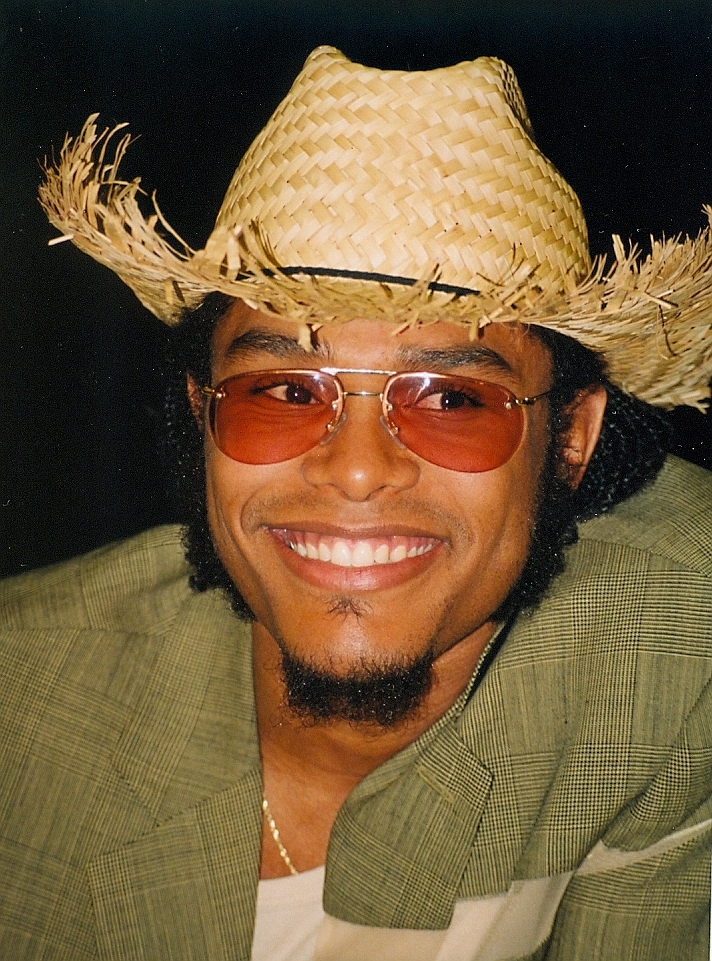
Maxwell (1998)

Maxwell (* 23. Mai 1973 in New York City; eigentlich Gerald Maxwell Rivera) ist ein US-amerikanischer R&B-Musiker.

## Biografie

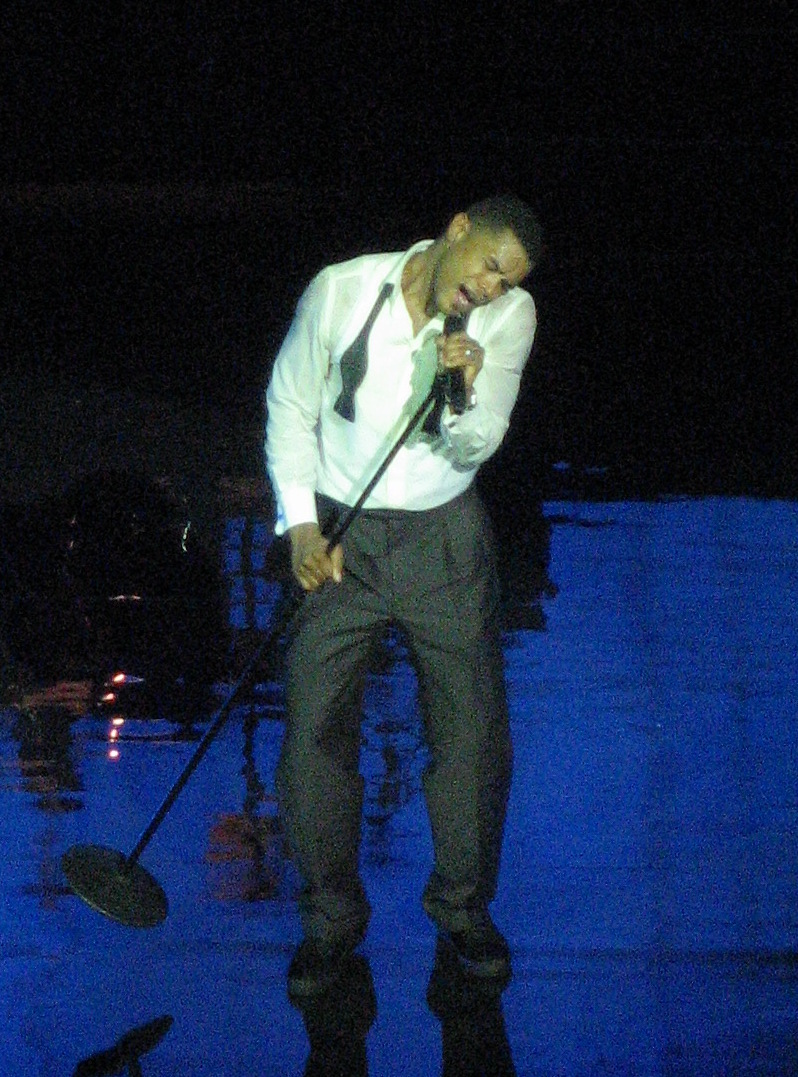
Maxwell in Toronto (2008)

Maxwell kam 1973 in Brooklyn zur Welt und wuchs im Stadtteil East New York auf. Sein Vater, der aus Puerto Rico stammt, starb bei einem Flugzeugabsturz, als Maxwell drei Jahre alt war. Seine ersten musikalischen Erfahrungen machte er bereits früh als Sänger in einer baptistischen Kirche. Mit 17 begann er eigene Lieder zu schreiben. 1994, mit 21, bekam er einen Plattenvertrag bei Columbia Records.
Gemeinsam mit Songschreiber Leon Ware und Gitarristen Wah Wah Watson nahm er noch im selben Jahr sein Debütalbum Maxwell’s Urban Hang Suite auf, das allerdings zwei Jahre auf seine Veröffentlichung warten musste, da die Plattenfirma einen Erfolg bezweifelte. Die zweite Single Ascension (Don’t Ever Wonder) wurde ein Hit und verschaffte ihm den Durchbruch. Sie verkaufte sich über eine halbe Million Mal und wurde mit Gold ausgezeichnet. Das Album erreichte Doppel-Platin (zwei Millionen verkaufte Exemplare) und wurde für den Grammy Award nominiert.
Am 15. Juni 1997 spielte er eine MTV-Unplugged-Session, deren erste sieben Lieder auf der EP MTV Unplugged: Maxwell erschienen.
Sein zweites Album Embrya wurde 1998 veröffentlicht. 1999 steuerte er dem Soundtrack des Films Lebenslänglich das Lied Fortunate bei. Das Lied wurde seine bis dato erfolgreichste Single, verbrachte 8 Wochen auf Platz 1 der US-amerikanischen R&B-Charts und wurde vom Billboard Magazine zur besten R&B-Single des Jahres 1999 gekürt.
Now, sein drittes Album, erschien 2001 und erreichte Platz 1 der Album-Verkaufscharts. Danach folgte eine lange Pause und erst 2009 meldete er sich mit einer neuen Single und einem neuen Album zurück.
2012 wurde der von Maxwell gesungene Song Fire We Make auf dem Album Girl on Fire von Alicia Keys veröffentlicht.
Bei den Grammy Awards 2017 wurde sein Song Lake by the Ocean als bester R&B-Song ausgezeichnet.

## Privatleben
Zwischen 2013 und 2014 war er eine Zeitlang mit dem litauischen Bikini-Model Deimantė Guobytė (* 1991) liiert.

## Diskografie

### Studioalben
| Jahr | Titel              | Höchstplatzierung, Gesamtwochen, AuszeichnungChartplatzierungen (Jahr, Titel, Platzierungen, Wochen, Auszeichnungen, Anmerkungen) | Höchstplatzierung, Gesamtwochen, AuszeichnungChartplatzierungen (Jahr, Titel, Platzierungen, Wochen, Auszeichnungen, Anmerkungen) | Höchstplatzierung, Gesamtwochen, AuszeichnungChartplatzierungen (Jahr, Titel, Platzierungen, Wochen, Auszeichnungen, Anmerkungen) | Höchstplatzierung, Gesamtwochen, AuszeichnungChartplatzierungen (Jahr, Titel, Platzierungen, Wochen, Auszeichnungen, Anmerkungen) | Höchstplatzierung, Gesamtwochen, AuszeichnungChartplatzierungen (Jahr, Titel, Platzierungen, Wochen, Auszeichnungen, Anmerkungen) | Höchstplatzierung, Gesamtwochen, AuszeichnungChartplatzierungen (Jahr, Titel, Platzierungen, Wochen, Auszeichnungen, Anmerkungen) | Anmerkungen                           |
| Jahr | Titel              | DE | AT | CH | UK | US | R&B | Anmerkungen                           |
| ---- | ------------------ | --- | --- | --- | --- | --- | --- | ------------------------------------- |
| 1996 | Urban Hang Suite   | — | — | — | UK39 Gold · (20 Wo.)UK | US37 ×2Doppelplatin · (78 Wo.)US                                                                                                  | R&B8 (103 Wo.)R&B | Erstveröffentlichung: 2. April 1996   |
| 1998 | Embrya             | — | — | CH38 (8 Wo.)CH | UK11 Silber · (9 Wo.)UK | US3 Platin · (18 Wo.)US | R&B2 (66 Wo.)R&B | Erstveröffentlichung: 23. Juni 1998   |
| 2001 | Now                | DE58 (3 Wo.)DE | — | CH64 (4 Wo.)CH | UK46 (2 Wo.)UK | US1 Platin · (41 Wo.)US | R&B1 (53 Wo.)R&B | Erstveröffentlichung: 14. August 2001 |
| 2009 | BLACKsummers’night | — | — | — | UK66 (1 Wo.)UK | US1 (53 Wo.)US | R&B2 (71 Wo.)R&B | Erstveröffentlichung: 7. Juli 2009    |
| 2016 | blackSUMMERS’night | — | — | CH64 (1 Wo.)CH | UK72 (1 Wo.)UK | US3 Platin · (10 Wo.)US | R&B2 (29 Wo.)R&B | Erstveröffentlichung: 1. Juli 2016    |

### EPs
| Jahr | Titel         | Höchstplatzierung, Gesamtwochen, AuszeichnungChartplatzierungen (Jahr, Titel, Platzierungen, Wochen, Auszeichnungen, Anmerkungen) | Höchstplatzierung, Gesamtwochen, AuszeichnungChartplatzierungen (Jahr, Titel, Platzierungen, Wochen, Auszeichnungen, Anmerkungen) | Höchstplatzierung, Gesamtwochen, AuszeichnungChartplatzierungen (Jahr, Titel, Platzierungen, Wochen, Auszeichnungen, Anmerkungen) | Höchstplatzierung, Gesamtwochen, AuszeichnungChartplatzierungen (Jahr, Titel, Platzierungen, Wochen, Auszeichnungen, Anmerkungen) | Höchstplatzierung, Gesamtwochen, AuszeichnungChartplatzierungen (Jahr, Titel, Platzierungen, Wochen, Auszeichnungen, Anmerkungen) | Höchstplatzierung, Gesamtwochen, AuszeichnungChartplatzierungen (Jahr, Titel, Platzierungen, Wochen, Auszeichnungen, Anmerkungen) | Anmerkungen                         |
| Jahr | Titel         | DE | AT | CH | UK | US | R&B | Anmerkungen                         |
| ---- | ------------- | --- | --- | --- | --- | --- | --- | ----------------------------------- |
| 1997 | MTV Unplugged | — | — | — | UK45 (2 Wo.)UK | US53 Gold · (15 Wo.)US | R&B15 (35 Wo.)R&B | Erstveröffentlichung: 15. Juli 1997 |

### Singles
| Jahr | Titel Album                                    | Höchstplatzierung, Gesamtwochen, AuszeichnungChartplatzierungen (Jahr, Titel, Album, Platzierungen, Wochen, Auszeichnungen, Anmerkungen) | Höchstplatzierung, Gesamtwochen, AuszeichnungChartplatzierungen (Jahr, Titel, Album, Platzierungen, Wochen, Auszeichnungen, Anmerkungen) | Höchstplatzierung, Gesamtwochen, AuszeichnungChartplatzierungen (Jahr, Titel, Album, Platzierungen, Wochen, Auszeichnungen, Anmerkungen) | Höchstplatzierung, Gesamtwochen, AuszeichnungChartplatzierungen (Jahr, Titel, Album, Platzierungen, Wochen, Auszeichnungen, Anmerkungen) | Höchstplatzierung, Gesamtwochen, AuszeichnungChartplatzierungen (Jahr, Titel, Album, Platzierungen, Wochen, Auszeichnungen, Anmerkungen) | Höchstplatzierung, Gesamtwochen, AuszeichnungChartplatzierungen (Jahr, Titel, Album, Platzierungen, Wochen, Auszeichnungen, Anmerkungen) | Anmerkungen                            |
| Jahr | Titel Album                                    | DE | AT | CH | UK | US | R&B | Anmerkungen                            |
| ---- | ---------------------------------------------- | --- | --- | --- | --- | --- | --- | -------------------------------------- |
| 1996 | Til the Cops Come Knockin’ Urban Hang Suite    | — | — | — | UK63 (2 Wo.)UK | — | R&B79 (12 Wo.)R&B | Erstveröffentlichung: 15. Mai 1996     |
| 1996 | Ascension (Don’t Ever Wonder) Urban Hang Suite | — | — | — | UK28 Silber · (6 Wo.)UK | US36 Platin · (18 Wo.)US | R&B8 (29 Wo.)R&B | Erstveröffentlichung: 30. Juli 1996    |
| 1996 | Sumthin’ Sumthin’ Urban Hang Suite             | — | — | — | UK27 (3 Wo.)UK | US— GoldUS | R&B23 (20 Wo.)R&B | Erstveröffentlichung: Dezember 1996    |
| 1998 | Matrimony: Maybe You Embrya                    | — | — | — | — | — | R&B79 (4 Wo.)R&B |                                        |
| 1999 | Fortunate Lebenslänglich (O.S.T.)              | — | — | — | — | US4 Gold · (25 Wo.)US | R&B1 (42 Wo.)R&B | Erstveröffentlichung: 3. März 1999     |
| 1999 | Let’s Not Play the Game The Best Man (O.S.T.)  | — | — | — | — | — | R&B55 (17 Wo.)R&B | Erstveröffentlichung: 12. Oktober 1999 |
| 2001 | Get to Know Ya Now                             | — | — | — | — | — | R&B25 (20 Wo.)R&B | Erstveröffentlichung: 2001             |
| 2001 | Lifetime Now                                   | — | — | — | — | US22 (20 Wo.)US | R&B5 (39 Wo.)R&B | Erstveröffentlichung: 16. Oktober 2001 |
| 2002 | This Woman’s Work Now                          | — | — | — | UK41 (2 Wo.)UK | US58 (15 Wo.)US | R&B16 (43 Wo.)R&B | Erstveröffentlichung: Januar 2002      |
| 2009 | Pretty Wings BLACKsummers’night                | — | — | — | — | US33 Gold (Mastertone) + Gold · (23 Wo.)US                                                                                               | R&B1 (59 Wo.)R&B | Erstveröffentlichung: 28. April 2009   |
| 2009 | Bad Habits BLACKsummers’night                  | — | — | — | — | US71 (14 Wo.)US | R&B4 (51 Wo.)R&B | Erstveröffentlichung: 9. Juni 2009     |
| 2009 | Cold BLACKsummers’night                        | — | — | — | — | — | R&B62 (2 Wo.)R&B | Erstveröffentlichung: Juni 2009        |
| 2010 | Fistful of Tears BLACKsummers’night            | — | — | — | — | US94 (4 Wo.)US | R&B11 (48 Wo.)R&B | Erstveröffentlichung: 19. Januar 2010  |
| 2016 | Lake by the Ocean blackSUMMERS’night           | — | — | — | — | — | R&B50 (1 Wo.)R&B | Erstveröffentlichung: 8. April 2016    |

Weitere Singles
- 1996: Softly Softly (mit Sweetback)
- 1997: Suitelady (The Proposal Jam)
- 1997: Whenever, Wherever, Whatever
- 1998: Luxury: Cococure
- 2004: No One Else in the Room (mit Nas)
- 2009: Smile (mit The Alchemist)
- 2016: 1990x
- 2017: Gods

### Gastbeiträge
| Jahr | Titel Album               | Höchstplatzierung, Gesamtwochen, AuszeichnungChartplatzierungen (Jahr, Titel, Album, Platzierungen, Wochen, Auszeichnungen, Anmerkungen) | Höchstplatzierung, Gesamtwochen, AuszeichnungChartplatzierungen (Jahr, Titel, Album, Platzierungen, Wochen, Auszeichnungen, Anmerkungen) | Höchstplatzierung, Gesamtwochen, AuszeichnungChartplatzierungen (Jahr, Titel, Album, Platzierungen, Wochen, Auszeichnungen, Anmerkungen) | Höchstplatzierung, Gesamtwochen, AuszeichnungChartplatzierungen (Jahr, Titel, Album, Platzierungen, Wochen, Auszeichnungen, Anmerkungen) | Höchstplatzierung, Gesamtwochen, AuszeichnungChartplatzierungen (Jahr, Titel, Album, Platzierungen, Wochen, Auszeichnungen, Anmerkungen) | Höchstplatzierung, Gesamtwochen, AuszeichnungChartplatzierungen (Jahr, Titel, Album, Platzierungen, Wochen, Auszeichnungen, Anmerkungen) | Anmerkungen                                                  |
| Jahr | Titel Album               | DE | AT | CH | UK | US | R&B | Anmerkungen                                                  |
| ---- | ------------------------- | --- | --- | --- | --- | --- | --- | ------------------------------------------------------------ |
| 2013 | Fire We Make Girl on Fire | — | — | — | — | US— GoldUS | R&B38 (11 Wo.)R&B | Alicia Keys feat. Maxwell Erstveröffentlichung: 28. Mai 2013 |